# Nicholas Bishop
Nicholas Bishop (ur. 19 września 1973 w Swindon) – brytyjski aktor filmowy, telewizyjny i głosowy.

## Filmografia
- 1999: Szczury wodne jako Shane Bookman
- 2001: Policjanci z Mt. Thomas jako Nigel Kellett
- 2001: Ucieczka w kosmos jako Ghebb Dellos
- 2002: Cena życia jako Nicholas Carroll
- 2004–2007: Zatoka serc jako Peter Baker
- 2007: Przekręt jako Plummy
- 2008: Córki McLeoda jako Russ Conners
- 2011: Nie ma lekko jako Griffin Page
- 2011–2012: Anatomia prawdy jako Peter Dunlop
- 2012: Zbrodnie Palm Glade jako Eddie Ryder
- 2013: Rozpalić Cleveland jako Liam
- 2013: Agenci NCIS: Los Angeles jako David Inman
- 2013: CSI: Kryminalne zagadki Las Vegas jako Tom Scola
- 2013: Castle jako szef straży pożarnej Miller
- 2014: Kamuflaż jako Ryan McQuaid
- 2015: Dominion jako Gates Foley